# ژان-ماری دگینیه
ژان-ماری دگینیه (به فرانسوی: Jean-Marie Déguignet) نویسنده قرن نوزدهم میلادی اهل فرانسه است.